# 許志雄
許志雄（1953年—），中華民國法律學者、政治人物。先後任教於淡江大學、國立臺灣大學、國立嘉義大學，曾任台灣法學會理事長，長期教授憲法、行政法等公法學課程。研究專長為人權、宪政主义、民主及憲法變動等。2005年，獲選任務型國民大會代表暨主席團主席，參與憲政改革。2007年，時任中華民國總統陳水扁提名其為司法院大法官，但未獲立法院同意。2016年，獲時任總統蔡英文再次提名為司法院大法官並獲立法院同意。曾於陳水扁政府擔任行政院政務委員、蒙藏委員會委員長。